# The Trees They Grow So High (альбом)
The Trees They Grow So High (также издавался под названием Early One Morning) — дебютный студийный альбом британской певицы Сары Брайтман, выпущенный в 1988 году на лейбле EMI Records.
Альбом представляет собой сборник европейских народных песен в обработке Бенджамина Бриттена, аккомпанировал певице пианист Джоффри Парсонс.

## Список композиций
| №                   | Название                          | Длительность |
| ------------------- | --------------------------------- | ------------ |
| 1.                  | «Early One Morning»               | 3:30         |
| 2.                  | «Come You Not from Newcastle?»    | 1:26         |
| 3.                  | «Sweet Polly Oliver»              | 2:53         |
| 4.                  | «The Trees They Grow So High»     | 4:33         |
| 5.                  | «The Ash Grove»                   | 2:42         |
| 6.                  | «O Waly, Waly»                    | 4:43         |
| 7.                  | «How Sweet the Answer»            | 2:12         |
| 8.                  | «The Plough Boy»                  | 2:02         |
| 9.                  | «Voici le Printemps»              | 2:00         |
| 10.                 | «The Last Rose of Summer»         | 4:33         |
| 11.                 | «La belle, est au jardin d'amour» | 3:34         |
| 12.                 | «Fileuse»                         | 2:04         |
| 13.                 | «Dear Harp of My Country!»        | 2:33         |
| 14.                 | «Little Sir William»              | 3:27         |
| 15.                 | «O Can Ye Sew Cushions?»          | 2:36         |
| 16.                 | «Oft in the Stilly Night»         | 2:48         |
| 17.                 | «Quand j'étais chez mon père»     | 2:09         |
| 18.                 | «There's None to Soothe»          | 2:09         |
| 19.                 | «Oliver Cromwell»                 | 0:51         |
| Общая длительность: | Общая длительность:               | 52:53        |

## Чарты
| Чарт (2014)     | Пиковая позиция |
| --------------- | --------------- |
| Япония (Oricon) | 135             |